# Gnidia oppositifolia
Gnidia oppositifolia är en tibastväxtart som beskrevs av Carl von Linné. Gnidia oppositifolia ingår i släktet Gnidia och familjen tibastväxter. Inga underarter finns listade i Catalogue of Life.